# عامر بن طاهر
الملك الظافر عامر بن عبد الوهاب بن داود بن طاهر بن معوضة الذرحاني اليافعي الملك الملقب با(الظافر،) هو مؤسس الدولة الطاهرية في 855 هـ / 1451م التي ورثت نفوذ الدولة الرسولية وهي معظم اليمن باستثناء مناطق الجبال الشمالية 
استشهد الملك الظافر عامر عبدالوهاب الطاهري الحميري في معارك ميدان القتال مع العثمانيين في عدن  العثمانيين استخدموا البندقية الذي كانت اليمنيون لا يعرفونها في هذآك الزمآن بعد، وكانوا يقاتلون بسيوف والرماح والسهم عام 870 هـ / 1466م.

## الدولة الطاهرية
كان الطاهريين مشايخ محليين من منطقة رداع بمحافظة البيضاء تابعين لبني رسول. وخلال الإثنا عشر سنة الأخيرة من حكم الرسوليين استغل الظافر عامر بن طاهر النزاع بين أفراد الأسرة الحاكمة حتى سلم الملك الرسولي المسعود أبو القاسم مقاليد السلطة سلمياً عام 1454. رغم أنهم لم يكونوا بقوة سابقيهم إلا أنهم بنوا العديد من خزانات المياه والجسور والمدارس في زبيد وعدن ورداع.